# SMS H 146
H 146 – niemiecki niszczyciel z okresu I wojny światowej. Druga jednostka typu H 145. Okręt wyposażony w trzy kotły parowe opalane ropą. Zapas paliwa wynosił 332 tony. Po wojnie przekazany Francji w ramach reparacji wojennych. Wcielony do Marine nationale pod nazwą Rageot de la Touche. Złomowany w 1935 roku.